# Plaspoelse molen

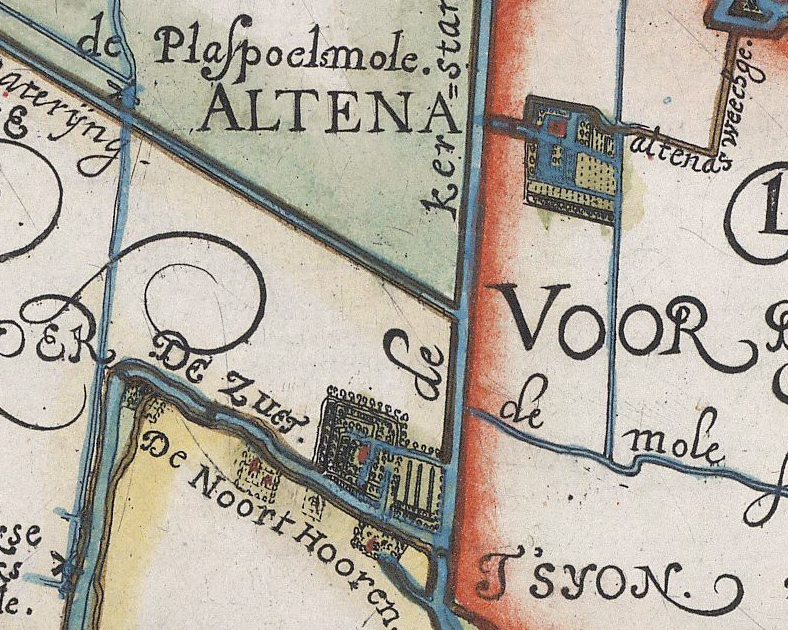
Vermelding van de molen (linksboven) op een kaart van Floris Balthasar uit 1611.

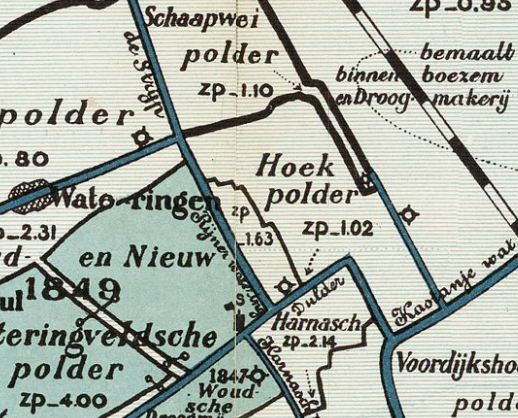
Deel van een polderkaart van Nederland uit 1901. Rechts van het woord Hoekpolder staan de molens van de Schaapwei- en de Plaspoelpolder, die ten oosten van de Hoekpolder ligt

De Plaspoelse molen is een verdwenen poldermolen in de Nederlandse stad Rijswijk. De molen bemaalde de Plaspoelpolder en bevond zich aan de Spieringswetering.
De molen werd in 1577 gebouwd, nadat een voorganger in 1573 of 1574 bij het Beleg van Leiden in brand was gestoken. De Plaspoelse molen was een grondzeiler en het water werd door een scheprad uitgeslagen op de Spieringswetering. In 1874 werd het Gemaal van de Plaspoel- en Schaapweipolder gebouwd. Aanvankelijk zou dit gemaal de Plaspoelpolder samen met de molen bemalen. Toch verloor de molen spoedig daarna haar functie. In 1899 werd de molen ontmanteld en het restant als woning in gebruik genomen. Dat laatste deel werd rond 1960 afgebroken.